# Zbyszko Królikowski
Zbyszko Królikowski (ur. 1954) – polski inżynier informatyk, profesor nauk technicznych. Specjalizuje się w systemach baz danych oraz hurtowniach danych. Profesor nadzwyczajny i wicedyrektor w Instytucie Informatyki Wydziału Informatyki Politechniki Poznańskiej. W kadencji 2012-2016 prodziekan tego wydziału ds. kształcenia. 

## Życiorys
Studia ukończył na Politechnice Poznańskiej, gdzie następnie został zatrudniony i zdobywał kolejne awanse akademickie. Stopień doktorski uzyskał w zakresie informatyki w 1985 na podstawie rozprawy pt. Optymalizacja planów wykonywania transakcji w systemach rozproszonych baz danych, przygotowanej pod kierunkiem prof. Wojciecha Cellarego. Habilitował się w 1998 na podstawie dorobku naukowego i rozprawy pt. Optymalizacja wykonania zapytań w zaawansowanych systemach baz danych. Tytuł naukowy profesora nauk technicznych został mu nadany w 2008. Poza macierzystą Politechniką pracuje także jako profesor zwyczajny w Instytucie Mechaniki i Informatyki Stosowanej Wydziału Matematyki, Fizyki i Techniki Uniwersytetu Kazimierza Wielkiego w Bydgoszczy.
Jest członkiem Komitetu Informatyki PAN oraz Polskiego Towarzystwa Informatycznego.

## Wybrane publikacje
W dorobku publikacyjnym Z. Królikowskiego znajdują się m.in.:
- Wprowadzenie do projektowania baz danych dBase III (współautor wraz z W. Cellarym), Wydawnictwa Naukowo-Techniczne, Warszawa 1988, ISBN 83-204-1089-4
- Implementacja relacyjnych baz danych z wykorzystaniem systemu dBASE IV (współautor wraz z J. Szulczyńskim), wyd. Politechniki Poznańskiej, Poznań 1991
- Mikrokomputerowe bazy danych z programowaniem [w] dBASE IV (współautor wraz z P. Jasińskim i J. Szulczyńskim), wyd. Nakom, Poznań 1992, ISBN 83-85060-44-8
- Użytkowanie systemu operacyjnego UNIX (współautor wraz z M. Sajkowskim), wyd. Politechniki Poznańskiej, Poznań 1992
- System operacyjny UNIX dla początkujących i zaawansowanych (współautor wraz z M. Sajkowskim), wyd. Nakom, Poznań 1993, ISBN 83-85060-58-8
- Linux. Użytkowanie, programowanie, administracja (współautor wraz z P. Gaertigiem), wyd. Politechniki Poznańskiej 2006
- Hurtownie danych. Logiczne i fizyczne struktury danych, wyd. Politechniki Poznańskiej, Poznań 2007, ISBN 978-83-7143-310-8
- ponadto rozdziały w książkach i artykuły publikowane w takich czasopismach jak m.in. "Foundations of Computing and Decision Sciences"